# العلاقات الألمانية المارشالية
العلاقات الألمانية المارشالية هي العلاقات الثنائية التي تجمع بين ألمانيا وجزر مارشال.

## مقارنة بين البلدين
هذه مقارنة عامة ومرجعية للدولتين:
| وجه المقارنة                                              | ألمانيا                                                                              | جزر مارشال                     |
| --------------------------------------------------------- | ------------------------------------------------------------------------------------ | ------------------------------ |
| المساحة (كم2)                                             | 357.41 ألف                                                                           | 181                            |
| عدد السكان (نسمة)                                         | 81.29 مليون                                                                          | 53.13 ألف                      |
| الكثافة السكانية (ن./كم²)                                 | 227.44                                                                               | 29.35 ألف                      |
| العاصمة                                                   | بون، برلين                                                                           | ماجورو                         |
| اللغة الرسمية                                             | اللغة الألمانية                                                                      | لغة إنجليزية، اللغة المارشالية |
| العملة                                                    | يورو، مارك ألماني                                                                    | دولار أمريكي                   |
| الناتج المحلي الإجمالي (بليون دولار)                      | 3.68 تريليون                                                                         | 199.40 مليون                   |
| الناتج المحلي الإجمالي (تعادل القوة الشرائية) بليون دولار | 3.92 تريليون                                                                         | 207.25 مليون                   |
| الناتج المحلي الإجمالي الاسمي للفرد دولار أمريكي          | 41.31 ألف                                                                            | 3.38 ألف                       |
| الناتج المحلي الإجمالي للفرد دولار أمريكي                 | 46.40 ألف                                                                            | 3.80 ألف                       |
| مؤشر التنمية البشرية                                      | 0.926                                                                                |                                |
| رمز المكالمات الدولي                                      | +49                                                                                  | +692                           |
| رمز الإنترنت                                              | .de                                                                                  | .mh                            |
| المنطقة الزمنية                                           | توقيت وسط أوروبا، ت ع م+01:00، ت ع م+02:00، توقيت أوروبا الوسطى المعياري (ت غ م +1) ‏ | ت ع م+12:00                    |

## منظمات دولية مشتركة
يشترك البلدان في عضوية مجموعة من المنظمات الدولية، منها:
| علم المنظمة | اسم المنظمة                   | تاريخ انضمام ألمانيا | تاريخ انضمام جزر مارشال |
| ----------- | ----------------------------- | -------------------- | ----------------------- |
|             | مؤسسة التمويل الدولية         | 20 يوليو 1956        | 23 سبتمبر 1992          |
|             | منظمة حظر الأسلحة الكيميائية  | 29 أبريل 1997        | ?                       |
|             | يونسكو                        | 11 يوليو 1951        | 30 يونيو 1995           |
|             | الاتحاد الدولي للاتصالات      | 1866                 | 22 فبراير 1996          |
|             | الأمم المتحدة                 | 18 سبتمبر 1973       | 17 سبتمبر 1991          |
|             | منظمة الشرطة الجنائية الدولية | ?                    | ?                       |
|             | البنك الدولي للإنشاء والتعمير | 14 أغسطس 1952        | 21 مايو 1992            |
|             | مؤسسة التنمية الدولية         | 24 سبتمبر 1960       | 19 يناير 1993           |
|             | بنك التنمية الآسيوي           | 1966                 | 1990                    |

## وصلات خارجية
- موقع وزارة الخارجية الألمانية